# Markward von Jesowe
Markward von Jesowe (wirksam ab 1296; † 4. April 1335) war Bischof des Bistums Ratzeburg.

## Leben
Markward entstammte dem Adel in der Grafschaft Schwerin und ist seit 1296 als Ratzeburger Domherr, seit 1306 als Thesaurar des Domkapitels nachgewiesen. Von 1309 bis zu seinem Tod war er Bischof von Ratzeburg. In seine Amtszeit fällt der Ursprung des Bestrebens der Ratzeburger Bischöfe, das Gebiet des Bistums im Land Boitin durch Arrondierungen abzurunden. Gleichzeitig die Wahrung alter Rechte gemeinsam mit den nordelbischen Bischöfen von Lübeck und Schwerin gegenüber dem Erzbistum Bremen in der Amtszeit von Jens Grand.
Er verlegte die Residenz der Ratzeburger Bischöfe von Dodow nach Schönberg. Ein Konflikt mit der Hansestadt Lübeck erwuchs aus der damit einhergehenden Befestigung des neuen Bischofssitzes in Schönberg, die gegen das Lübecker Reichsfreiheitsprivileg von 1226 verstieß. Dieser Streit wurde 1330 durch weitgehende Entfestigung verglichen.
Sein Siegel findet sich auf Tafel 35 der Mecklenburgischen Siegel aus der ersten Hälfte des 14. Jahrhunderts in Mecklenburgisches Urkundenbuch Bd. 10. Bischof Markward wurde im Ratzeburger Dom begraben, wo sich sein Grabstein in der Turmhalle erhalten hat.